# Vaszilij Szaveljevics Danyilov
Vaszilij Szaveljevics Danyilov (oroszul: Василий Савельевич Данилов; Voronyezs, 1941. május 15. –) orosz labdarúgó.
A szovjet válogatott tagjaként részt vett az 1966-os világbajnokságon.